# IP Volume
IP Volume (ook bekend als Ecatel, Quasi Networks en Novogara) is een hostingbedrijf dat bekendstaat als bulletproof hoster. Het bedrijf wordt verdacht van het gedogen van kinderporno, auteursrechtenschendingen en computercriminaliteit. Hoewel het tegenwoordig geregistreerd is in de Seychellen, wordt aangenomen dat het bedrijf vanuit Nederland opereert.

## Geschiedenis
Ecatel werd in 2005 opgericht door twee Nederlanders. Het bedrijf stond ingeschreven in Kent (Verenigd Koninkrijk) met het hoofdkantoor in Den Haag. In 2011 kreeg het bedrijf ruzie met het datacentrum in Alphen aan de Rijn waar zij servers huurden. Daarop besloten zij zelf een datacentrum genaamd DataOne te starten in Wormer.
Het bedrijf werd in 2010 door HostExploit uitgeroepen tot slechtste hostingbedrijf van de wereld. In 2012 zakten ze naar plek vier.
Tijdens acties tegen pedofielen in 2012 ontdekte Anonymous dat Ecatel veel van de gevonden kinderporno hostte. Onder de codenaam #OpEcatel werd Ecatel vervolgens doelwit van onder meer DDoS-aanvallen. Op aandringen van cyberbeveiligingsbedrijf FireEye haalde in 2012 de Nederlandse autoriteiten twee servers van Ecatel offline omdat deze gebruikt werden voor het Grum botnet.
Het bedrijf werd in verband gebracht met de diefstal van miljoenen IPv4-adressen van Zuid-Afrika. Ook werd bij het hacken van de website Ashley Madison, een datingwebsite voor buitenechtelijke affaires, in 2015 gebruik gemaakt van een server van Ecatel in Amsterdam.
In 2013 oordeelde de rechtbank in Den Haag dat Ecatel achttien websites moest sluiten wegens verkoop van namaakluxeartikelen. Het bedrijf won in 2015 een rechtszaak ingediend door Premier League, die wilde dat illegale streams offline gehaald werden. De rechter kwam in 2018 terug op die uitspraak, waarna Ecatel gemelde illegale streams offline moet halen.
In december 2015 belandden IP-adressen van Ecatel bij het bedrijf Quasi Network, wat geregistreerd staat in de Seychellen. Ecatel werd vervolgens in 2017 opgeheven. In de jaren daarna werden ook grote blokken IP-adressen overgebracht naar het bedrijf IP Volume, wederom gevestigd op de Seychellen. Ondanks de buitenlandse registratie, wordt aangenomen dat de bedrijven nog steeds vanuit Nederland opereren. Met dezelfde gegevens werden ook andere bedrijven ingeschreven, die in veel gevallen hetzelfde opereerden en diensten afnamen van IP Volume of voorlopers.
De New York Times publiceerde in 2019 een artikel waarin het bedrijf, onder de naam Novogara, als aantrekkelijk voor kinderporno werd beschreven. In 2020 publiceerde het ministerie van Justitie en Veiligheid een ranglijst van Nederlandse hostingbedrijven met de meeste kinderporno op de servers. Met 4.500 van de 175.000 geverifieerde meldingen stond IP Volume op de tweede plaats. In tegenstelling tot de nummer één op de ranglijst, werd IP Volume verweten het verwijderen van kinderporno bewust tegen te werken.
De FIOD viel in september 2020 binnen bij hun datacentrum. Hier werden onder andere tonnen aan bitcoins, 70.000 euro cash, vijf auto's en twee tasers in beslag genomen.